# Атанас Трайков
Атанас Георгиев Трайков е български актьор и режисьор.
Роден е в град Карлово на 13 септември 1923 г. Умира в София през юни 1994 г. Завършва през 1961 г. ВИТИЗ „Кръстьо Сарафов" със специалност актьорско майсторство. Неговата дъщеря Елдора Трайкова е режисьор на документални филми. 

## Филмография
Като режисьор
- Кристали (1982)
- Златният ключ (1978)
- Селкор (1974)
- Татул (1972)
- Четиримата от вагона (1970)

Като актьор
- Меги (1989) – Бахчеванов
- Танго (1968)